# Lohuec
Lohuec [lɔɥɛk] est une commune française située dans le département des Côtes-d'Armor, en région Bretagne.

## Géographie

### Situation

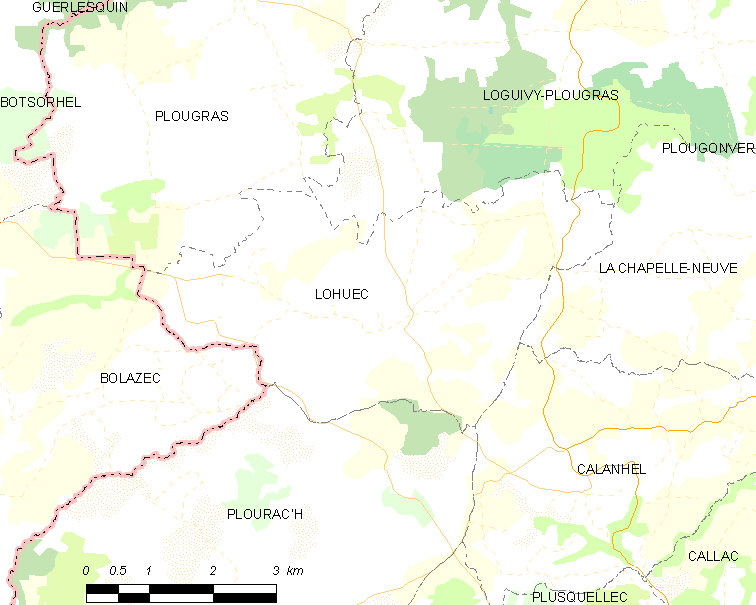
Carte de Lohuec et des communes avoisinantes.

| Plougras            | Loguivy-Plougras | La Chapelle-Neuve |
| Bolazec (Finistère) | Lohuec           | La Chapelle-Neuve |
| Bolazec (Finistère) | Plourac'h        | Calanhel          |

### Relief et hydrographie
Les points culminants de la commune sont situés d'une part à l'extrémité de la pointe nord-ouest du territoire communal (314 mètres, dans le prologement de Roc'h C'hlas (situé en Plougras), d'autre part à la limite nord de la commune (305 mètres au nord du hameau de Coz Castel) et enfin à la limite orientale du finage communal, entre Gollot et Kerdudal, où l'altitude est généralement supérieure à 280 mètres, allant jusqu'à 288 mètres, le long de l'ancienne voie romaine, à la limite avec Calanhel, au niveau du parc éolien. Les altitudes vont en s'abaissant vers le sud-ouest, le point le plus bas étant dans la vallée de l'Aulne, à l'endroit où ce fleuve côtier quitte le territoire communal. Le bourg, en position assez centrale au sein du finage communal, est vers 240 mètres d'altitude.

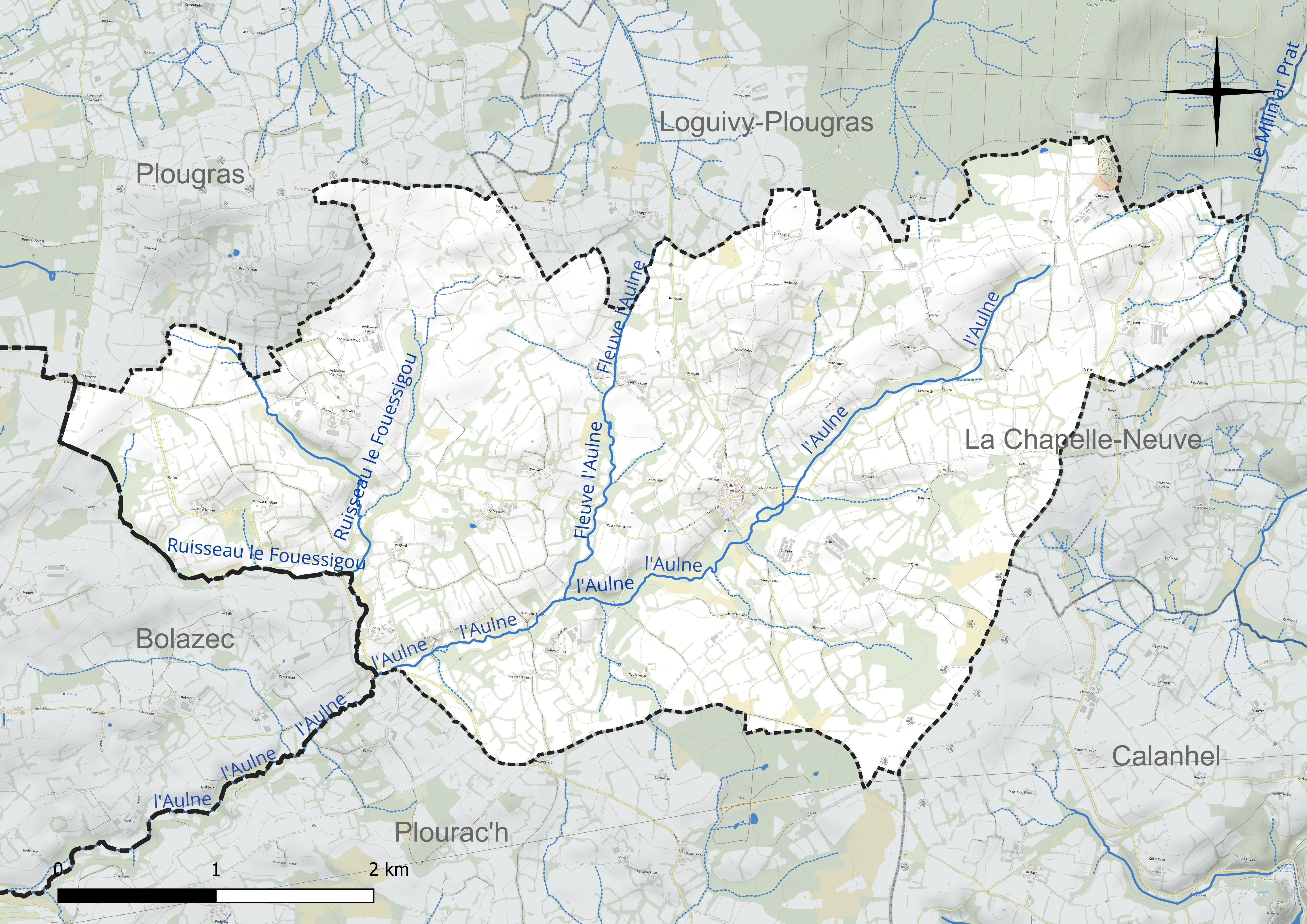
Carte du réseau hydrographique de Lohuec.

La source de l'Aulne se situe sur le territoire de la commune. Le Fouessigou, affluent de rive droite de l'Aulne, sépare Lohuec de Bolazec et marque aussi la limite départementale entre les Côtes-d'Armor et le Finistère.

### Géologie
Le gisement ferrifère de Belle-Isle-en-Terre s'étend du nord de Lohuec à l'ouest jusqu'à Gurunhuel à l'est en passant par Loc-Envel.
Cette zone ferrifère se trouve dans la partie orientale du synclinal des Monts d'Arrée ; le minerai de fer est interstratifié dans des couches dévoniennes. Il a été exploité par le passé, à des dates indéterminées, entre Lohuec et Plougras, dans des lieux-dits comme Pengalet, le Rocher, Landeven, ainsi que dans la forêt de Beffou et à La Chapelle-Neuve. C'est ce minerai qui a alimenté les anciennes forges situées à l'entrée de la forêt de Coat-an-Noz, au sud de Belle-Isle-en-Terre.
Des émissions volcaniques datant du dévonien inférieur ont été identifiées à Bolazec et Lohuec. Le front de taille de l'ancienne carrière de Milin ar Stang montre l'architecture en coussins (pillow lava) d'une coulée volcanique qui s'est produite en milieu aquatique (sous la mer) et qui est probablement d'époque briovérienne (environ 630 millions d'années).

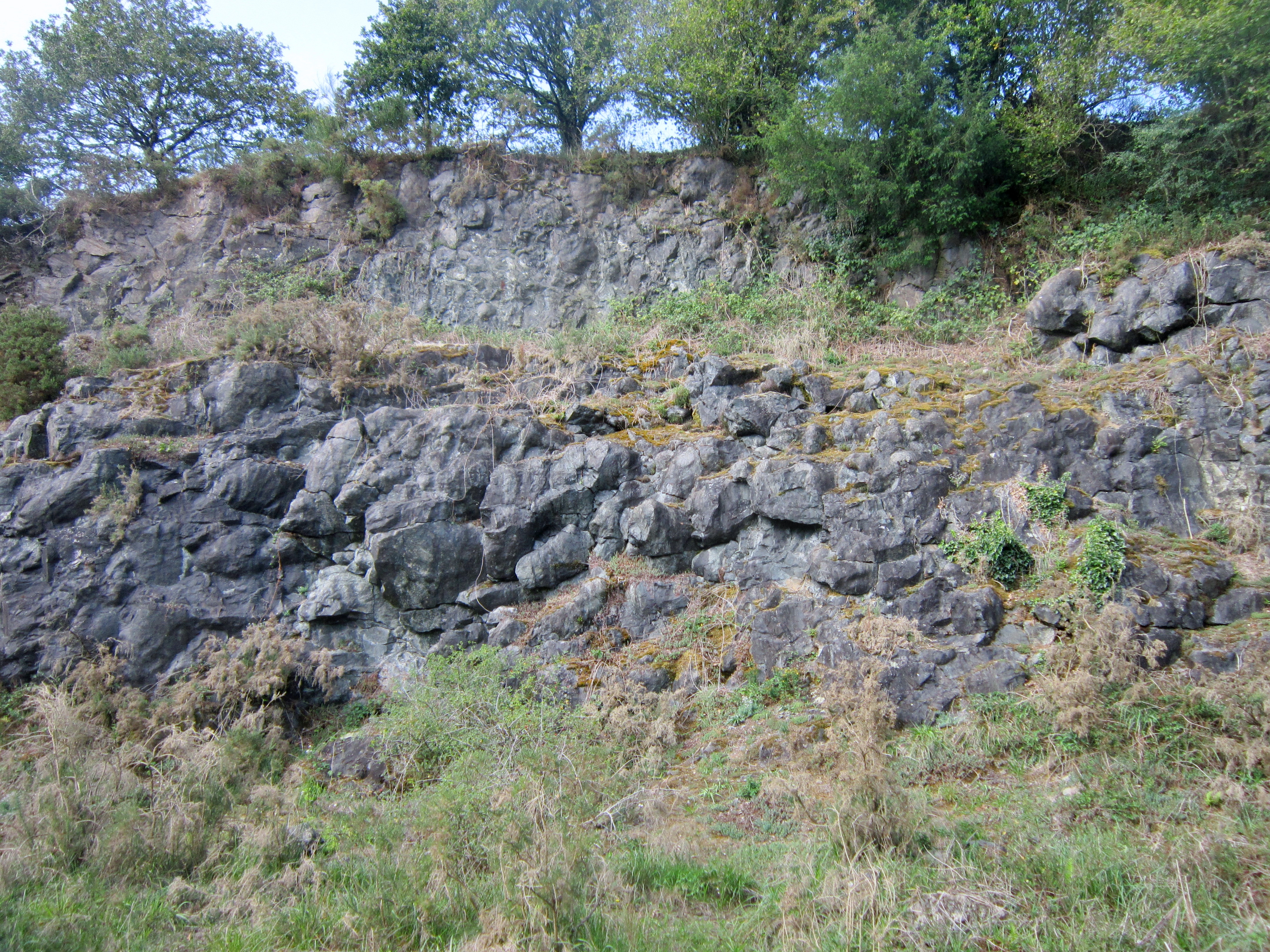
Carrière de Milin ar Stang ː la coulée volcanique en coussins (Pillow lava).
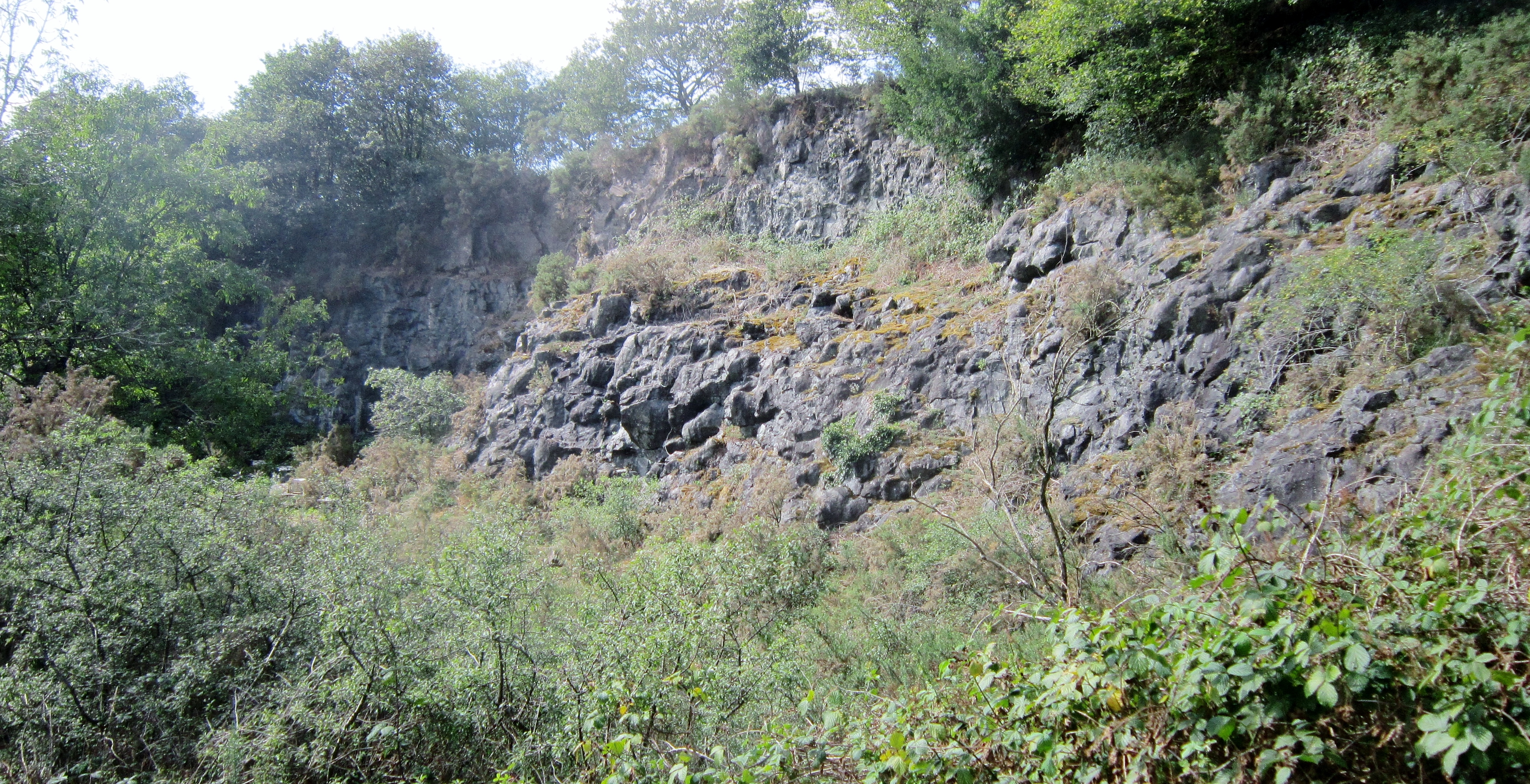
Carrière de Milin ar Stang ː la coulée volcanique en coussins (Pillow lava).
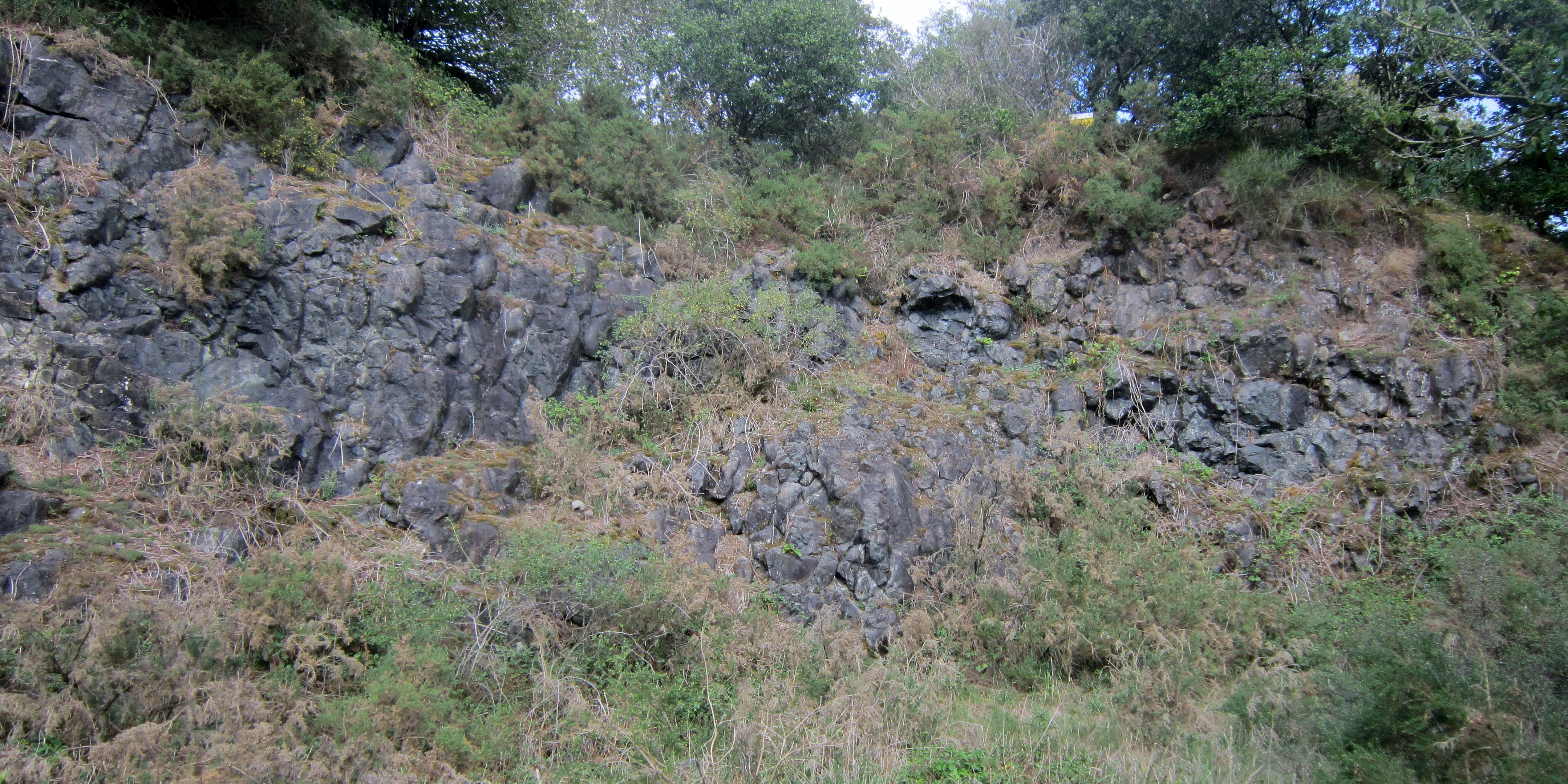
Carrière de Milin ar Stang ː la coulée volcanique en coussins (Pillow lava).

### Hydrographie
Pour un article plus général, voir Réseau hydrographique des Côtes-d'Armor.
La commune est située dans le bassin Loire-Bretagne. Elle est drainée par l'Aulne, le fleuve l'aulne, le ruisseau le Fouessigou et un autre petit cours d'eau,.
L'Aulne, d'une longueur de 144 km, prend sa source dans la commune  et se jette  dans la rade de Brest en limite de Landévennec et de Rosnoen, après avoir traversé 27 communes. 

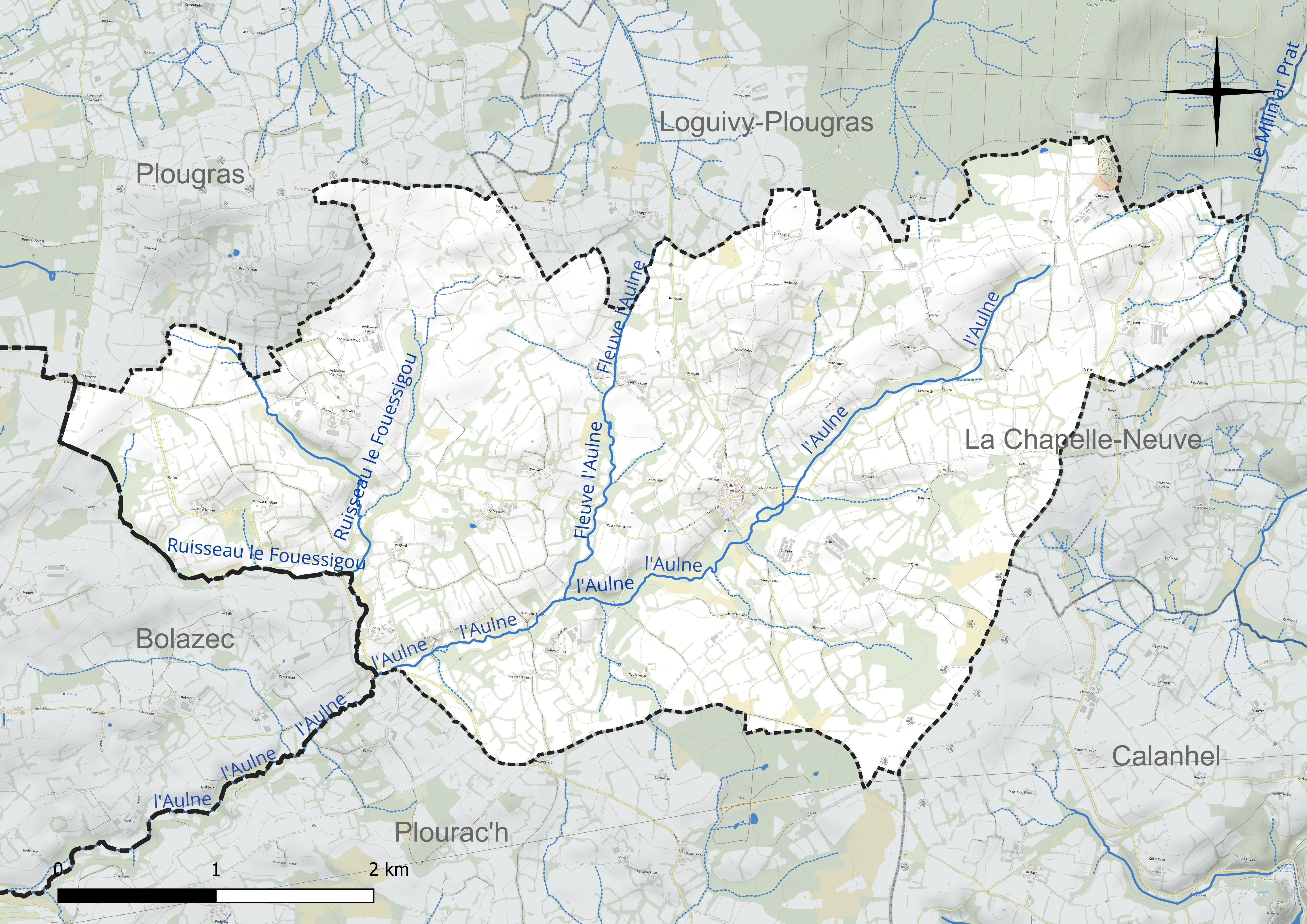
Réseau hydrographique de Lohuec.

### Climat
Pour des articles plus généraux, voir Climat de la Bretagne et Climat des Côtes-d'Armor.
En 2010, le climat de la commune est de type climat océanique franc, selon une étude du CNRS s'appuyant sur une série de données couvrant la période 1971-2000. En 2020, Météo-France publie une typologie des climats de la France métropolitaine dans laquelle la commune est exposée à un climat océanique et est dans la région climatique  Finistère nord, caractérisée par une pluviométrie élevée, des températures douces en hiver (6 °C), fraîches en été et des vents forts. Parallèlement l'observatoire de l'environnement en Bretagne publie en 2020 un zonage climatique de la région Bretagne, s'appuyant sur des données de Météo-France de 2009. La commune est, selon ce zonage, dans la zone « Monts d'Arrée », avec des hivers froids, peu de chaleurs et de fortes pluies.
Pour la période 1971-2000, la température annuelle moyenne est de 10,7 °C, avec  une amplitude thermique annuelle de 11,6 °C. Le cumul annuel moyen de précipitations est de 1 192 mm, avec 16,3 jours de précipitations en janvier et 9,1 jours en juillet. Pour la période 1991-2020, la température moyenne annuelle observée sur la station météorologique la plus proche, située sur la commune de Carhaix-Plouguer à 21 km à vol d'oiseau, est de 11,4 °C et le cumul annuel moyen de précipitations est de 1 112,4 mm,. Pour l'avenir, les paramètres climatiques de la commune estimés pour 2050 selon différents scénarios d’émission de gaz à effet de serre sont consultables sur un site dédié publié par Météo-France en novembre 2022.

### Transports
Lohuec n'est desservi que par une seule route départementale, la D 42, axe routier venant côté nord de Plougras et se dirigeant côté sud-est vers Calanhel.

## Urbanisme

### Typologie
Au 1er janvier 2024, Lohuec est catégorisée commune rurale à habitat très dispersé, selon la nouvelle grille communale de densité à 7 niveaux définie par l'Insee en 2022.
Elle est située hors unité urbaine et hors attraction des villes,.

### Occupation des sols
L'occupation des sols de la commune, telle qu'elle ressort de la base de données européenne d’occupation biophysique des sols Corine Land Cover (CLC), est marquée par l'importance des territoires agricoles (98,6 % en 2018), en diminution par rapport à 1990 (99,7 %). La répartition détaillée en 2018 est la suivante : 
zones agricoles hétérogènes (62,2 %), terres arables (21,8 %), prairies (14,6 %), forêts (1,4 %). L'évolution de l’occupation des sols de la commune et de ses infrastructures peut être observée sur les différentes représentations cartographiques du territoire : la carte de Cassini (XVIIIe siècle), la carte d'état-major (1820-1866) et les cartes ou photos aériennes de l'IGN pour la période actuelle (1950 à aujourd'hui).

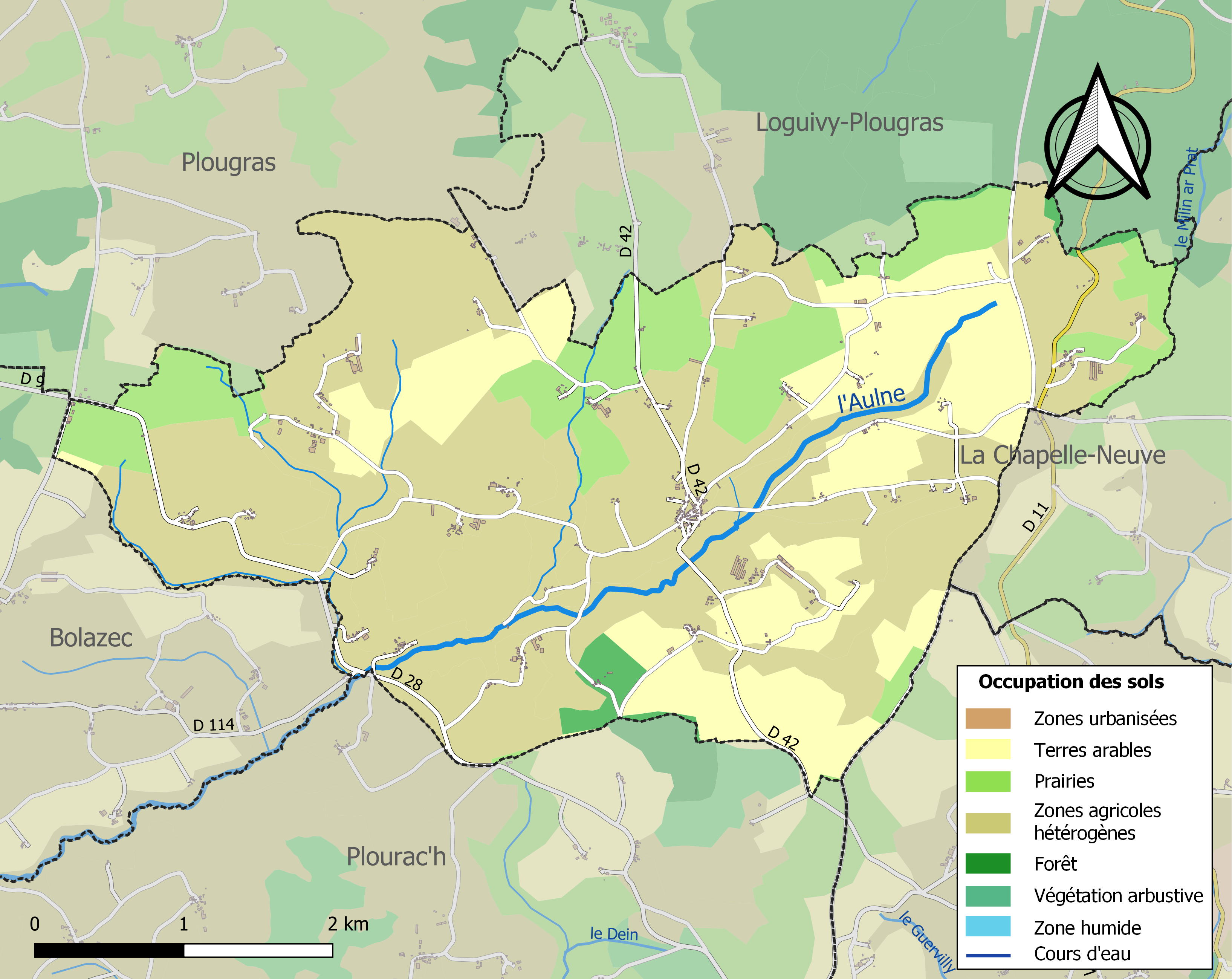
Carte des infrastructures et de l'occupation des sols de la commune en 2018 (CLC).

## Toponymie
Le nom de la localité est attesté sous les formes Locuzer en 1330, Locuzec en 1458 et en 1477, Locyuzec en 1482, Lojuzec en 1622, Louzec en 1630, Lohuzec en 1649 et en 1654.
Lohuec vient du breton lok (lieu consacré) et de Saint-Juek ou Saint-Judoce ou Saint-Judec (saint breton), son nom signifiant « ermitage et de saint Judoc ». « Les moines de Saint-Maelmont de Gaël, autrement dit de Saint-Méen, avaient une succursale au Loc (Loc signifie "ermitage" en breton) en Lohuec, dès lors il est facile d'expliquer le choix de saint Judoce comme patron » écrit le bulletin paroissial de Lohuec du 20 mars 1920, mais l'auteur malheureusement n'indique pas ses sources.

## Histoire

### Préhistoire et Antiquité
Une allée couverte datant du néolithique se trouve à Kernerscop. Vers 1875, elle était composée de six pierres, dont trois encore debout (les trois autres étant renversées à l'intérieur de la chambre) supportant une table de 3,10 mètres de longueur sur 1,95 m de large, selon Gaultier du Mottay.
Malgré la proximité de la voie romaine allant de Vorgium (Carhaix) au Yaudet, aucun vestige romain n'a été découvert dans la commune ; cette voie romaine (dénommée de nos jours "Chemin du Pavé"), qui suit à cet endroit une ligne de crête, sert de limite communale entre Lohuec et Calanhel.

### Moyen_Âge
Lohuec est issu du démembrement de l'ancienne paroisse de l'Armorique primitive de Plougras.

### Époque moderne
Au XVIe siècle, du minerai de fer a été exploité au village du Gouélou.

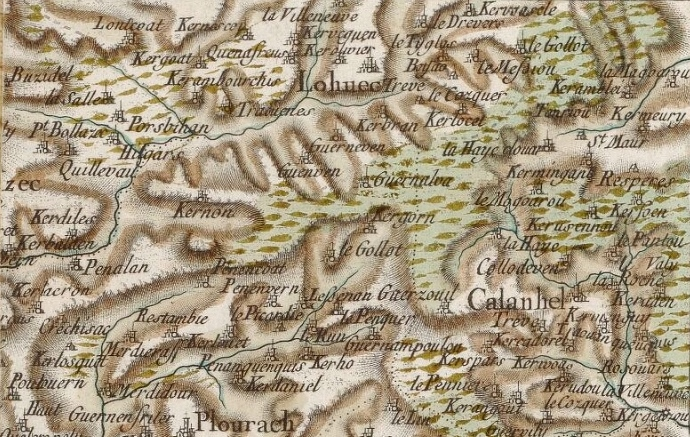
Carte de Cassini de la trève de Lohuec et de ses environs.

Lohuec était une trève de Plougras sous l'Ancien Régime et faisait partie du Trégor. La présence de famille nobles à Lohuec se termine à la fin du XVIIIe siècle avec noble François Le Hardy et son épouse Françoise Le Clec'h au manoir de Kernescop appartenant à demoiselle Marguerite Françoise Thepault et noble Rolland Gueguen au manoir de Traouenes.
Lohuec comptait alors 7 frairies : Quenecoulou, Gollot, Cludon, Kerlavezan, Kervran, Kergoat et Pengalet.

### Révolution française
L'assemblée électorale de la paroisse de Plougras et de ses trèves destinée à la préparation des États généraux de 1789 se tint à Loguivy le 2 avril 1789 sous la présidence de François Le Foll, sénéchal des juridictions de Guerlesquin et du Menez en présence d'une trentaine de paroissiens. Deux députés (Yves Le Boëc et René Le Gall) furent élus pour la trève de Loguivy, un (Guillaume-Gabriel Le Coz) pour la paroisse de Plougras et un (Pierre Péron) pour la trève de Lohuec, qui représentèrent la paroisse à l'assemblée du tiers-état de la sénéchaussée. Un cahier de doléances fut rédigé, s'inspirant beaucoup de celui écrit par les paroisses de Rennes et demandent notamment la suppression des banalités, des corvées seigneuriales, des domaines congéables et des droits de francs-fiefs.
Le curé de Lohuec, Yves Julien Le Moign, signe la pétition Le Mintier et refuse le serment à la Constitution civile du clergé, devenant donc prêtre réfractaire. Il fait l'objet d'un ordre d'arrestation du 5 mai 1792. Il s'exile à Jersey puis à Oviedo en Espagne.
Le 9 avril 1794, le sieur Plusquellec, prêtre de Lohuec, renonce à ses fonctions et rend ses lettres de prêtrise. L'église Saint-Judoce sert d'atelier de salpêtre lorsque le 10 juillet 1794 un incendie la détruit en grande partie. Il faudra près de dix ans pour que la restauration commence. En 1805, elle est couverte et définitivement restaurée en 1826.
Succédant à Claude Guinement comme agent municipal de Lohuec, Pierre Péron, ancien notaire et priseur fiscal, est mis en cause pour complicité avec les chouans de Gabriel Vincent de Kergariou du Cosquer et Charles Guillaume Poens de Kerilly. Il fut suspendu de ses fonctions par le conseil départemental à la fin de l'année 1797. Pierre Péron est de nouveau élu agent municipal de Lohuec en avril 1799 et de nouveau suspendu en juin 1799. Les fonctions d'agent municipal sont alors exercés provisoirement par son adjoint François Rolland, puis toujours provisoirement par Louis Fercoq au début du mois d'août 1799.
Le 30 août 1799, Louis Fercoq, agent municipal provisoire de Lohuec a le courage de poursuivre avec ses soixante hommes en armes, 200 chouans commandés par Jean François Edme Le Paige de Bar. Vers midi, à Plourac'h, ceux-ci mangent dans une auberge. Ils ont enfermé le curé constitutionnel Conan dans la sacristie après lui avoir promis de l'exécuter quand ils auraient fini leur déjeuner. Fercoq sonne le tocsin. Les chouans se réfugient dans les rochers du Roc'h Hellou tout proches. Ils tirent longtemps sur les bleus qui finissent pas les déloger à la baïonnette. Les chouans emportent leurs blessés mais laissent sur le terrain 9 ou 17 morts selon les auteurs. Un grand nombre de chouans sont blessés, dont Guillaume Jean Joseph de Keranflech, dit Jupiter, qui sera opéré par le chirurgien Paradis de Rostrenen. Démoralisés certains chouans demandent l'amnistie. Il n'en restera plus que 200 dans la contrée. En représailles, Louis Fercoq sera capturé et fusillé le 18 novembre par Charles Guillaume Poëns de Kerilly.

### LeXIXesiècle
Entre 1830 et 1851, les habitants de la commune de Lohuec se font connaître par deux fois par la chambre des députés. Ils signent en 1831 une première pétition qui demande au Roi, au nom des catholiques de France, que la France intervienne en Pologne et en 1851 une seconde pétition déposée à la Chambre de députés pour que la Constitution soit entièrement révisée.
A. Marteville et P. Varin, continuateurs d'Ogée, décrivent ainsi Lohuec en 1843 :

« Lohuec : commune formée d'une ancienne trève de Plougras ; aujourd'hui succursale. (...) Principaux villages : Kerlavezan, Troublot, Kerlavezan-Roué, Villeneuve, Quenofret, Kerolivir, Kervegan, Kerbalaven, Kerdigilen, Leurmin, le Drevers, Pen-an-Vern, Coz-Forn, Lindresmeur, Kerdénévrin, Lestrézen, Gollot, Kervanbras, Guen-Ven-Labe, Traou-Enès, Kerambourchis, Kergoait, Louscouat-Huellan, Louscouat-Izellan. Superficie totale : 1 717 hectares 87 ares, dont (...) terres labourables 940 ha, prés et pâturages 230 ha, bois 15 ha, vergers et jardins 10 ha, landes et incultes 467 ha (...). Moulins: 2  (Quelen, de l'Étang ; à eau. Géologie : roches amphiboliques ; schiste talqueux dans le sud-est. (...) On parle le breton. »

Les travaux du chemin de grande communication n°23 entre Loguivy-Plougras et Lohuec sont en cours d'exécution en 1866 ; le chemin de grande communication n°29 entre Plourac'h et Lohuec avait été empierré en 1863. Ce n'est qu'en 1874qu'ouvre enfin le chemin de grade communication allant de Toul-an-Héry (en Plestin) à Callac via Lohuec, car elle traverse la forêt de Beffou.
Joachim Gaultier du Mottay écrit en 1872 que Lohuec possède une école de garçons ayant 33 élèves (il ne cite pas d'école de filles), que son territoire est élevé et très accidenté, que l'agriculture y est très arriérée et « presque exclusivement laissée aux soins des femmes, presque tous les hommes s'occupant du commerce des bestiaux et fréquentant les foires de la contrée » et que l'église n'offre de remarquable que le vitrail du grand autel.
En janvier 1879 un enfant de 12 ans aurait été dévoré par un loup dans la commune de Lohuec.

### LeXXesiècle

#### La Belle Époque

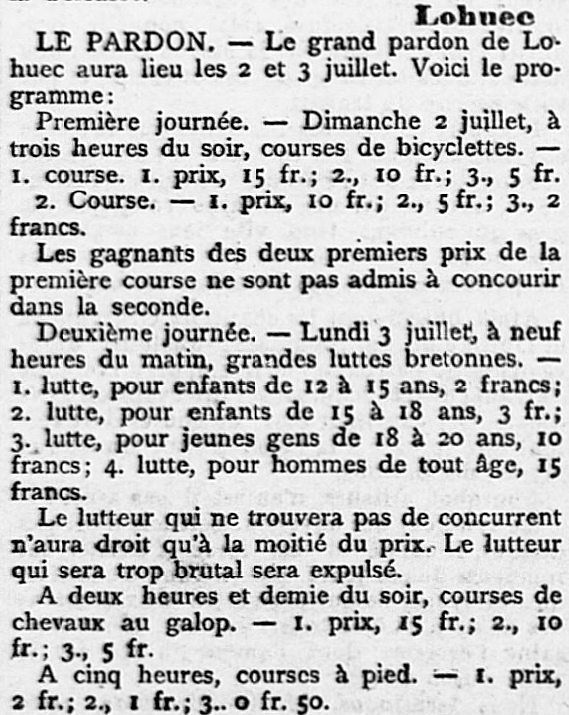
Le programme du grand pardon de Lohuec des 2 et 3 juillet 1905 (journal L'Ouest-Éclair du 28 juin 1905).

Un décret du Président de la République en date du 6 novembre 1909 attribue ä la commune de Lohuec, à défaut de bureau de bienfaisance, les biens ayant appartenu à la fabrique de l'église de Lohuec et actuellement placés sous séquestre
.

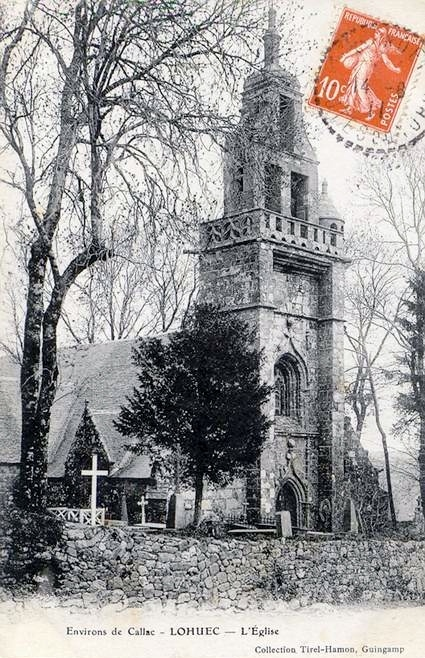
Lohuec ː la façade de l'église paroissiale vers 1910 (carte postale).
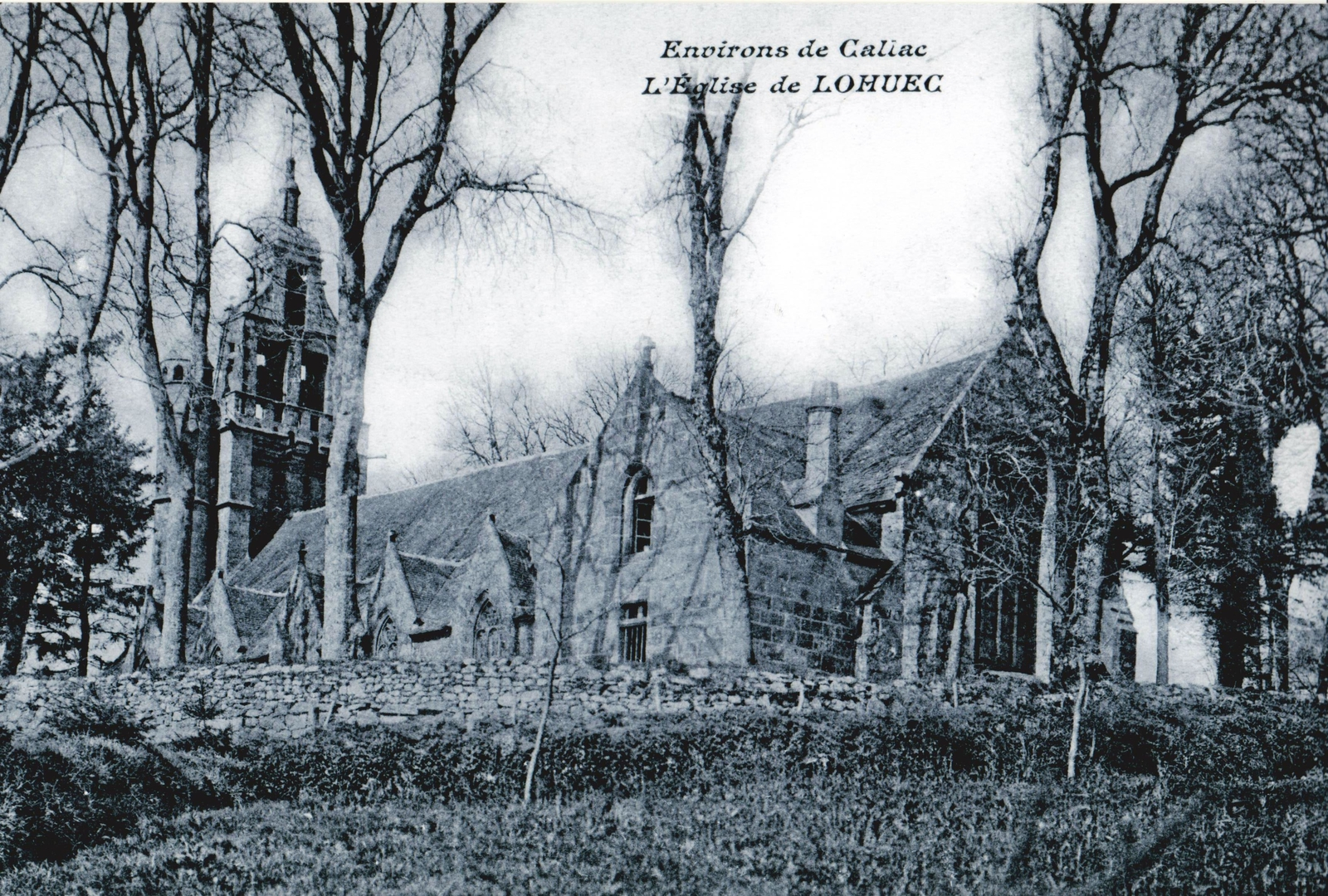
Lohuec ː l'église paroissiale Saint-Judoce vers 1910 (carte postale).
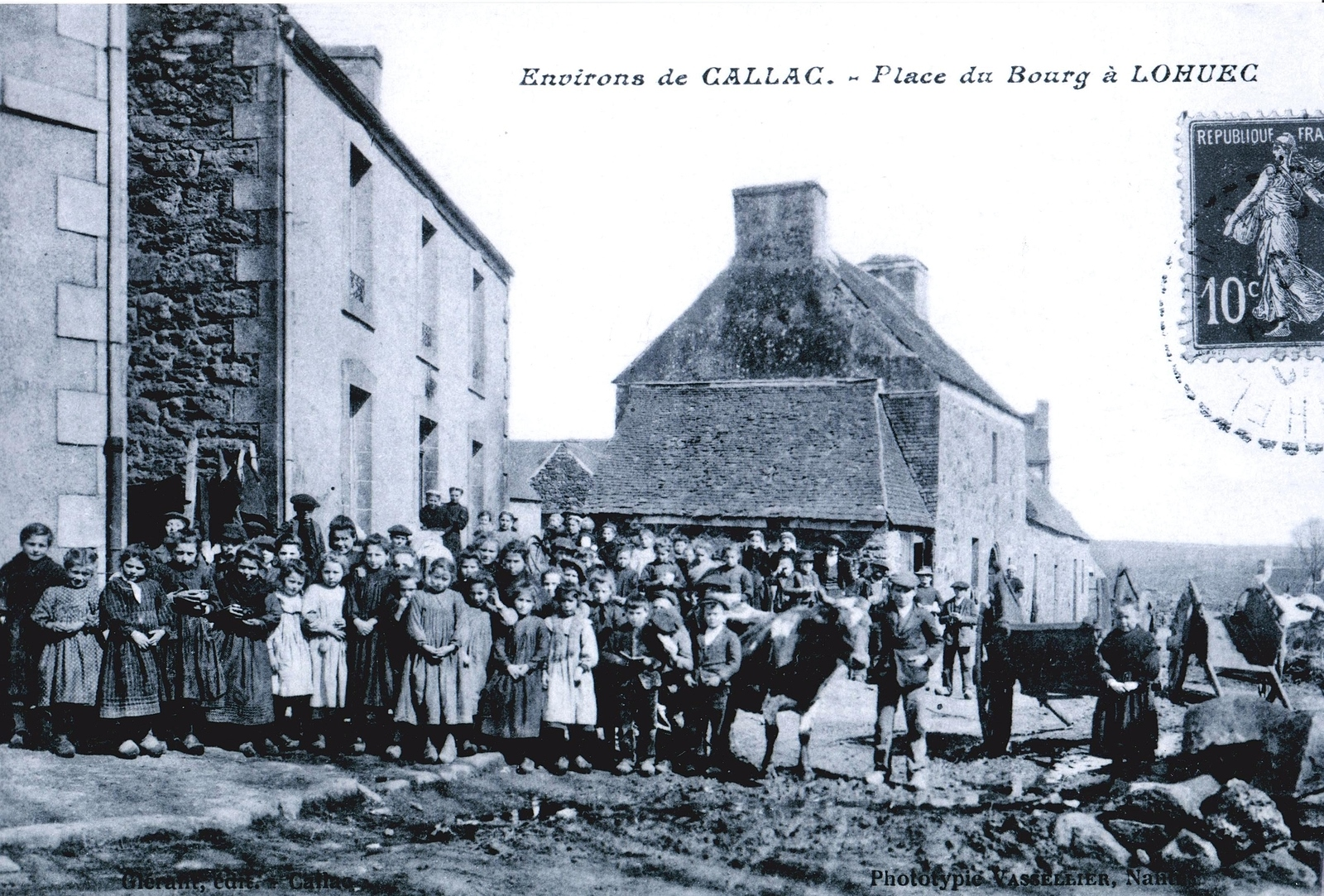
Lohuec ː la place du bourg vers 1910 avec un groupe d'habitants, notamment les élèves de l'école des filles (carte postale).
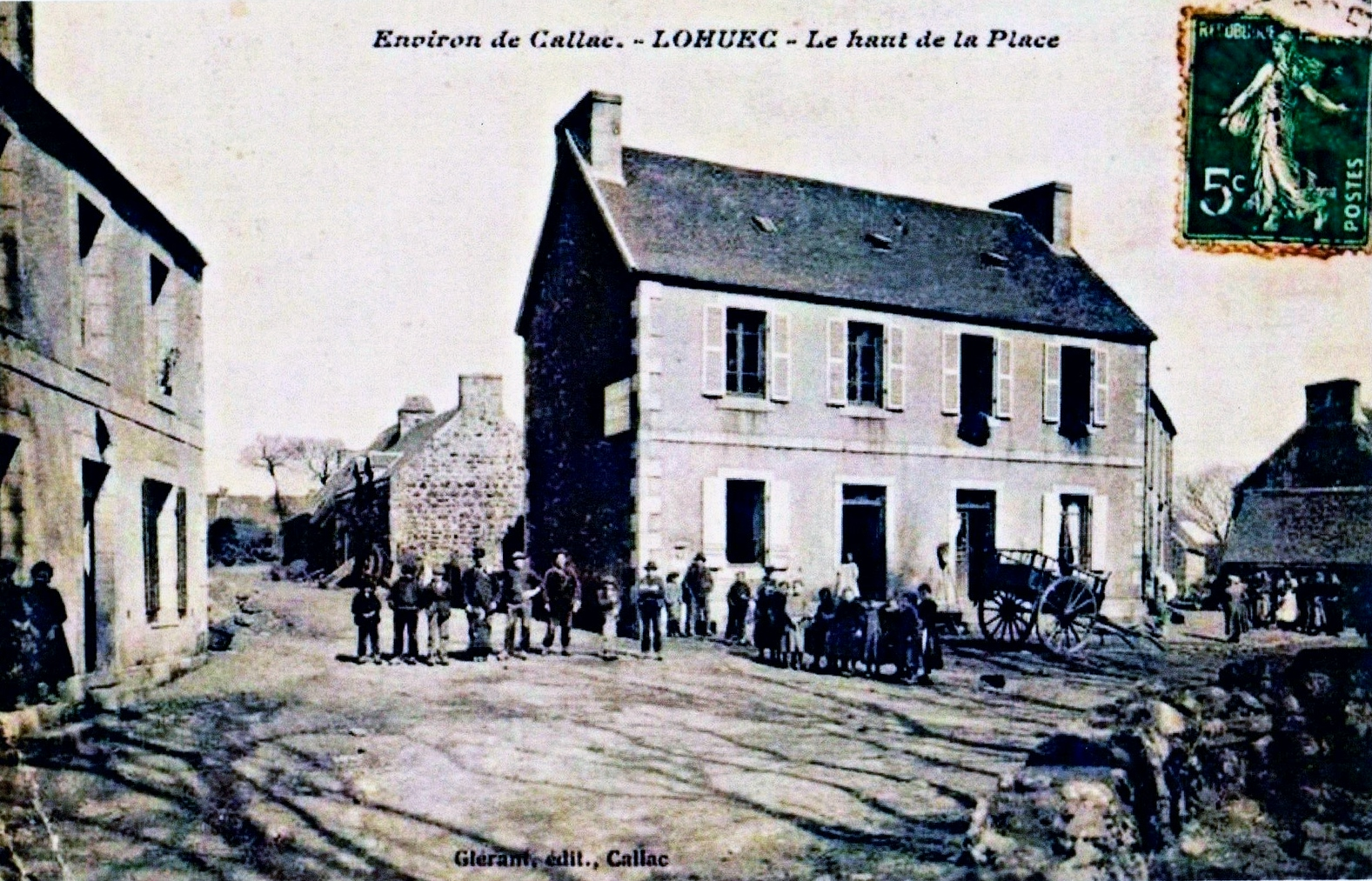
Lohuec ː le haut de la Place du Bourg vers 1910 (carte postale).
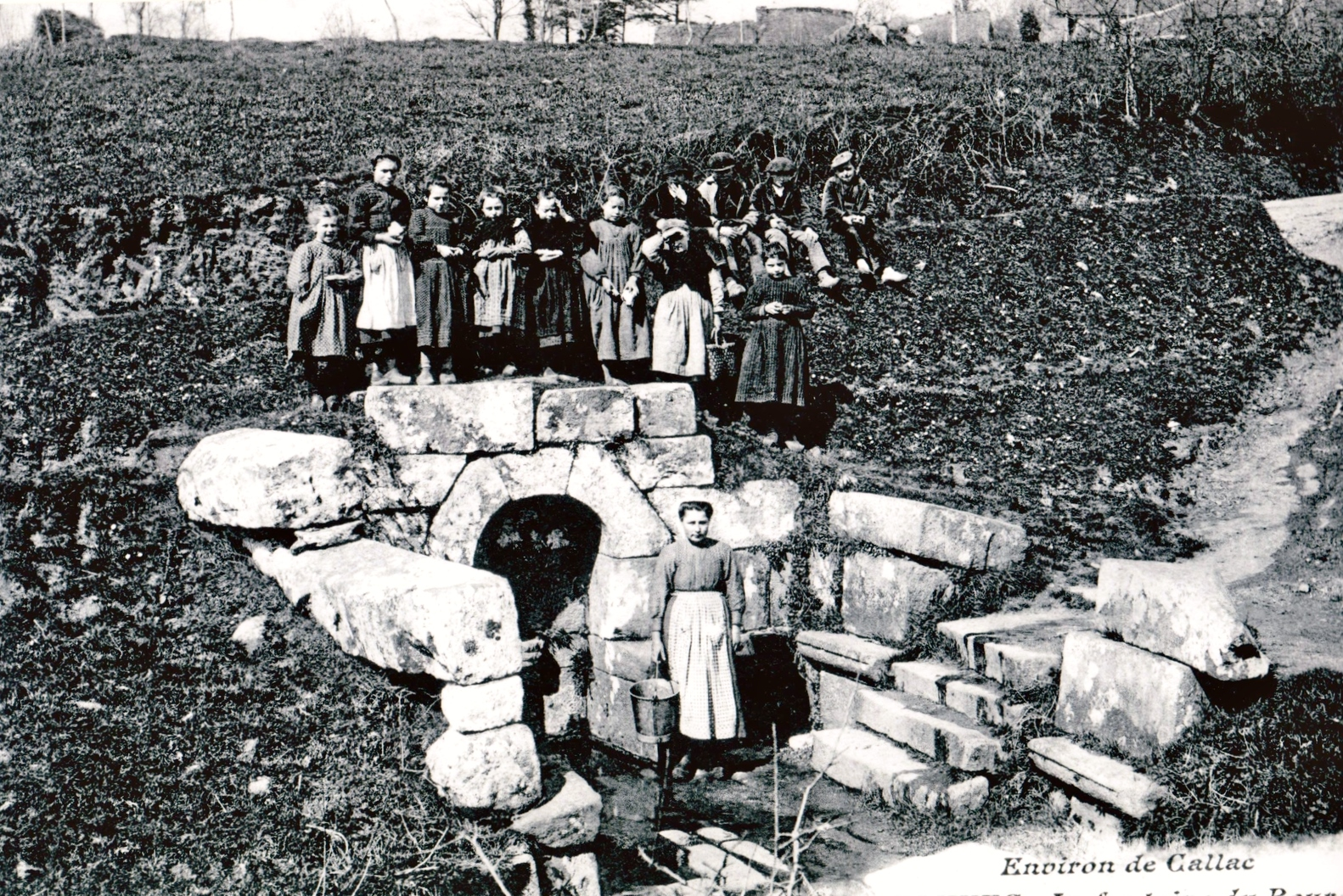
Lohuec ː la fontaine du bourg vers 1910 (carte postale).

#### La Première Guerre mondiale

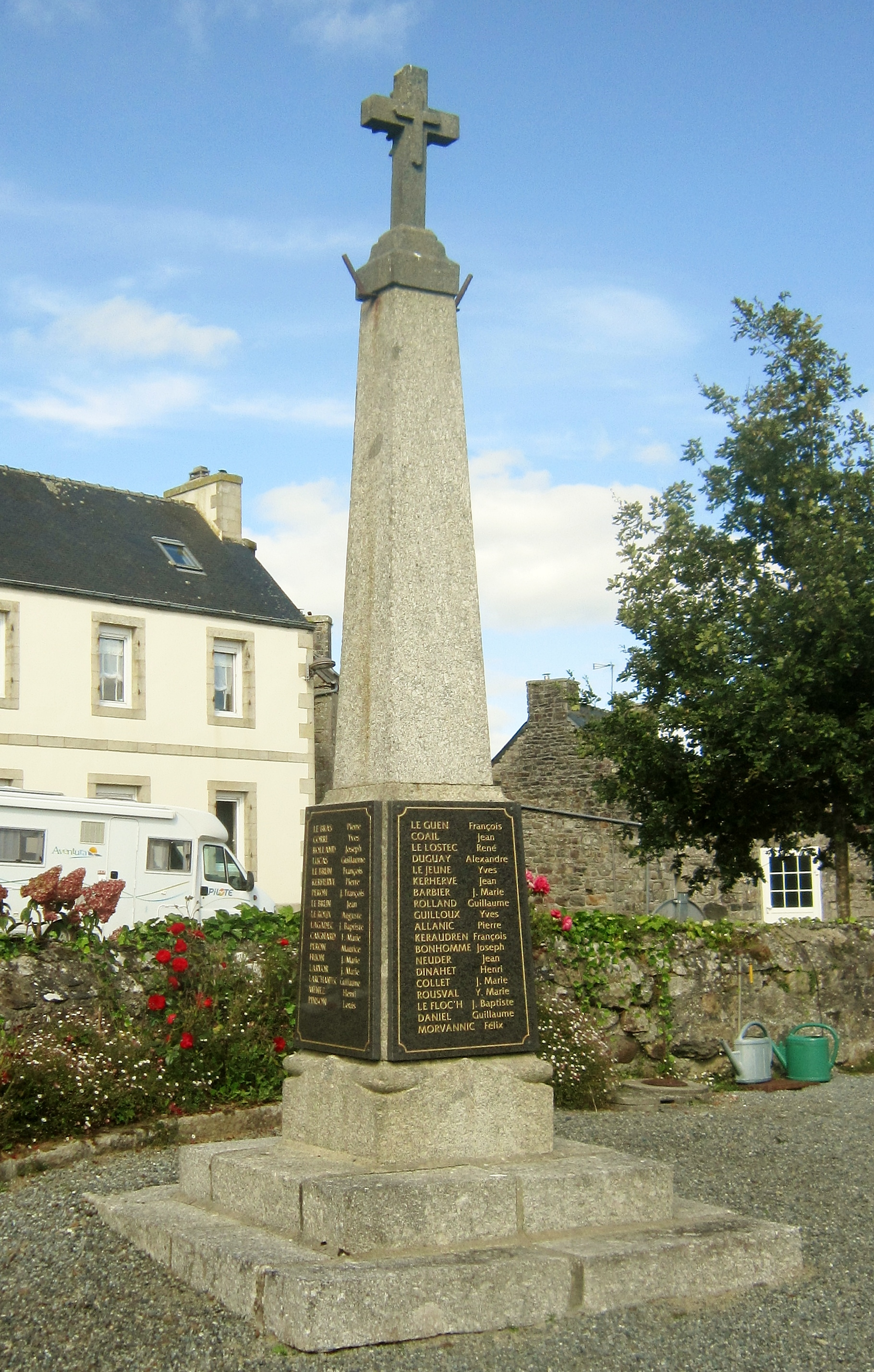
Le monument aux morts de Lohuec.

Le monument aux morts de Lohuec porte les noms de 55 soldats morts pour la Patrie pendant la Première Guerre mondiale ; parmi eux 5 sont morts en Belgique : 4 dès 1914 (François Guillerm, Pierre Kergroas, Jean-Marie Person et Yves Quéré) et 1 en 1915 (François Cornec) ; Jean Le Floc'h est mort de maladie en Grèce en 1917 ; tous les autres sont morts sur le sol français dont François Keraudren, décoré de la Médaille militaire  et de la Croix de guerre et 8 de la Croix de guerre (Joseph Bonhomme, Yves Corre, Alexandre Duguay, Pierre Kerhervé, Auguste Le Roux, Guillaume Lucas, Félix Morvanic et Yves Rousval).
Le monument aux morts a la forme d'un obélisque sur socle en granite, surmonté d'une croix latine et d'une croix de guerre.

#### L'Entre-deux-guerres
En 1936, M. de Kerouartz, conseiller général, émet le vœu qu'un projet de construction d'une école soit subventionné par le Conseil général car « la commune de Lohuec se trouve particulièrement déshéritée en ce qui concerne les locaux scolaires, (..) elle n'a pas d'école pour les garçons, auxquels la classe est faite provisoirement dans des locaux loués ».

#### La Seconde Guerre mondiale
Le monument aux morts de Lohuec porte les noms de 7 personnes mortes pour la France durant la Seconde Guerre mondiale.
Le 10 juin 1944, en représailles d'une action menée localement par la Résistance, Pierre Lucas et Pierre Thepault sont arrêtés par les Allemands à leur domicile. Les Allemands venaient de la direction de Callac lorsqu'ils ont été stoppés par des arbres abattus sur la D 28 au lieu-dit Louscoat Izellan par les résistants. Les Allemands ont fait dégager la route par les habitants mais ont arrêté en représailles les deux hommes précités avant de reprendre leur route vers Morlaix. Pierre-Marie Le Gac, instituteur de Bolazec et membre actif de la résistance, est tué pendant l'embuscade.
Le 17 août 1944, le commandant de section de Pierre Allanic, adjudant de gendarmerie, lui accorde une permission de deux jours pour se rendre dans sa famille repliée à Lohuec.
Né à Lohuec en 1912, Pierre-Marie Derrien décide de s'installer à Champigny-sur-Marne où il se marie et exerce la profession de boucher. Lorsqu'arrive l'Occupation, il devient l'un des responsables du PC clandestin dans cette commune. Probablement dénoncé, il est fusillé le 23 octobre 1943 au Mont-Valérien. Il avait 31 ans.

### LeXXIesiècle

#### Le parc éolien de la Lande du Vieux Pavé
Situé sur la ligne de crête séparant Calanhel et Lohuec, ce parc éolien est constitué de 11 éoliennes, chacune ayant une puissance de 850 kW, l'opérateur étant l'entreprise espagnole "EDP Renovaveis". Six éoliennes sont côté Lohuec et cinq côté Calanhel.

#### Le problème de l'école
Face à la diminution des effectifs scolaires, un regroupement pédagogique intercommunal (RPI) a été mis en place vers 1980, associant les communes de Lohuec et Calanhel : une classe de maternelle et cours préparatoire est à Lohuec et une classe allant du CE1 au CM2 se trouve à Calanhel, avec en tout à la rentrée 2023 18 élèves répartis entre ces deux classes. Face à la menace de suppression d'une de ces deux classes, les maires des deux communes ont attiré des familles ayant des enfants d'âge scolaire en leur louant des logements vacants en conditionnant ces locations à une scolarisation dans leurs communes : 32 ou 33 élèves sont ainsi prévus à la rentrée 2024 et les deux classes sont pour l'instant conservées.

## Politique et administration

### Liste des maires
| Période                                  | Période    | Identité           | Étiquette | Qualité |
| ---------------------------------------- | ---------- | ------------------ | --------- | --- |
| Les données manquantes sont à compléter. |            |                    |           | |
| 1790                                     | 1792       | Jean Caignard      |           | Maire. |
| 1793                                     | 1795       | Guillaume Lerron   |           | Maire. |
| 1795                                     | 1797       | Claude Guinement   |           | Agent municipal. |
| 1797                                     | 1797       | Pierre Péron       |           | Agent municipal suspendu pour cause de complicité avec les chouans. |
| 1797                                     | 1798       | Yves Le Roc'h      |           | Agent municipal. |
| 1798                                     | 1799       | Henry Le Goff      |           | Agent municipal. |
| 1799                                     | 1799       | Pierre Péron       |           | Agent municipal suspendu en juin 1799. |
| 1799                                     | 1799       | Louis Fercoq       |           | Administrateur temporaire, fusillé par les chouans le 18 novembre 1799. |
| 1799                                     | 1800       | François Cornec    |           | Administrateur provisoire. |
| 1800                                     | 1813       | Guillaume Lèron    |           | Aussi maire entre 1830 et 1852. |
| 1813                                     | 1830       | Henry Le Goff      |           | |
| 1830                                     | 1852       | Guillaume Léron    |           | Cultivateur. |
| 1852                                     | 1881       | Jean Barbier       |           | Cultivateur. |
| 1881                                     | 1908       | Louis Conan        |           | |
| 1908                                     | 1912       | Louis Caignard     |           | Laboureur. |
| 1912                                     | après 1922 | Pierre Lancien     |           | Laboureur. Cultivateur. Chevalier du Mérite agricole en 1914. |
|                                          |            |                    |           | |
| 1929                                     |            | Théophile Débordès |           | Épicier et chauffeur de taxi. |
| Les données manquantes sont à compléter. |            |                    |           | |
|                                          |            | Jean Pinson        |           | |
| avant 1952                               | mars 1977  | Louis Caignard     |           | |
| mars 1977                                | mars 1989  | Théophile Débordes |           | Retraité |
| mars 1989                                | mars 2001  | Yves Lirzin        |           | Cultivateur à Guenven-Vraz |
| mars 2001                                | En cours   | Claude Lozac'h     | DVG       | Agriculteur 2e vice-président du SIVOM du canton de Callac (2001) 2e puis 1er vice-président de la CC Callac - Argoat (2001 → 2016) Vice-président de Guingamp-Paimpol Agglomération (2017 → ) |

## Démographie
| 1793 | 1800 | 1806 | 1821  | 1831 | 1836 | 1841 | 1846  | 1851  |
| ---- | ---- | ---- | ----- | ---- | ---- | ---- | ----- | ----- |
| 746  | 815  | 849  | 1 060 | 610  | 907  | 968  | 1 100 | 1 075 |

| 1856 | 1861  | 1866  | 1872  | 1876  | 1881  | 1886  | 1891  | 1896  |
| ---- | ----- | ----- | ----- | ----- | ----- | ----- | ----- | ----- |
| 974  | 1 031 | 1 385 | 1 106 | 1 125 | 1 046 | 1 079 | 1 113 | 1 031 |

| 1901  | 1906  | 1911  | 1921  | 1926  | 1931 | 1936 | 1946 | 1954 |
| ----- | ----- | ----- | ----- | ----- | ---- | ---- | ---- | ---- |
| 1 047 | 1 113 | 1 125 | 1 051 | 1 016 | 948  | 842  | 775  | 663  |

| 1962 | 1968 | 1975 | 1982 | 1990 | 1999 | 2006 | 2007 | 2012 |
| ---- | ---- | ---- | ---- | ---- | ---- | ---- | ---- | ---- |
| 568  | 493  | 453  | 372  | 298  | 259  | 272  | 274  | 271  |

| 2017 | 2022 | - | - | - | - | - | - | - |
| ---- | ---- | - | - | - | - | - | - | - |
| 256  | 246  | - | - | - | - | - | - | - |

Lohuec a perdu 76 % de sa population entre 1851 et 1999, passant de 1 075 à 259 habitants entre ces deux dates.

## Lieux et monuments
- Allée couverte de Kernescop : monument mégalithique classé au titre des monuments historiques en 1964[47].

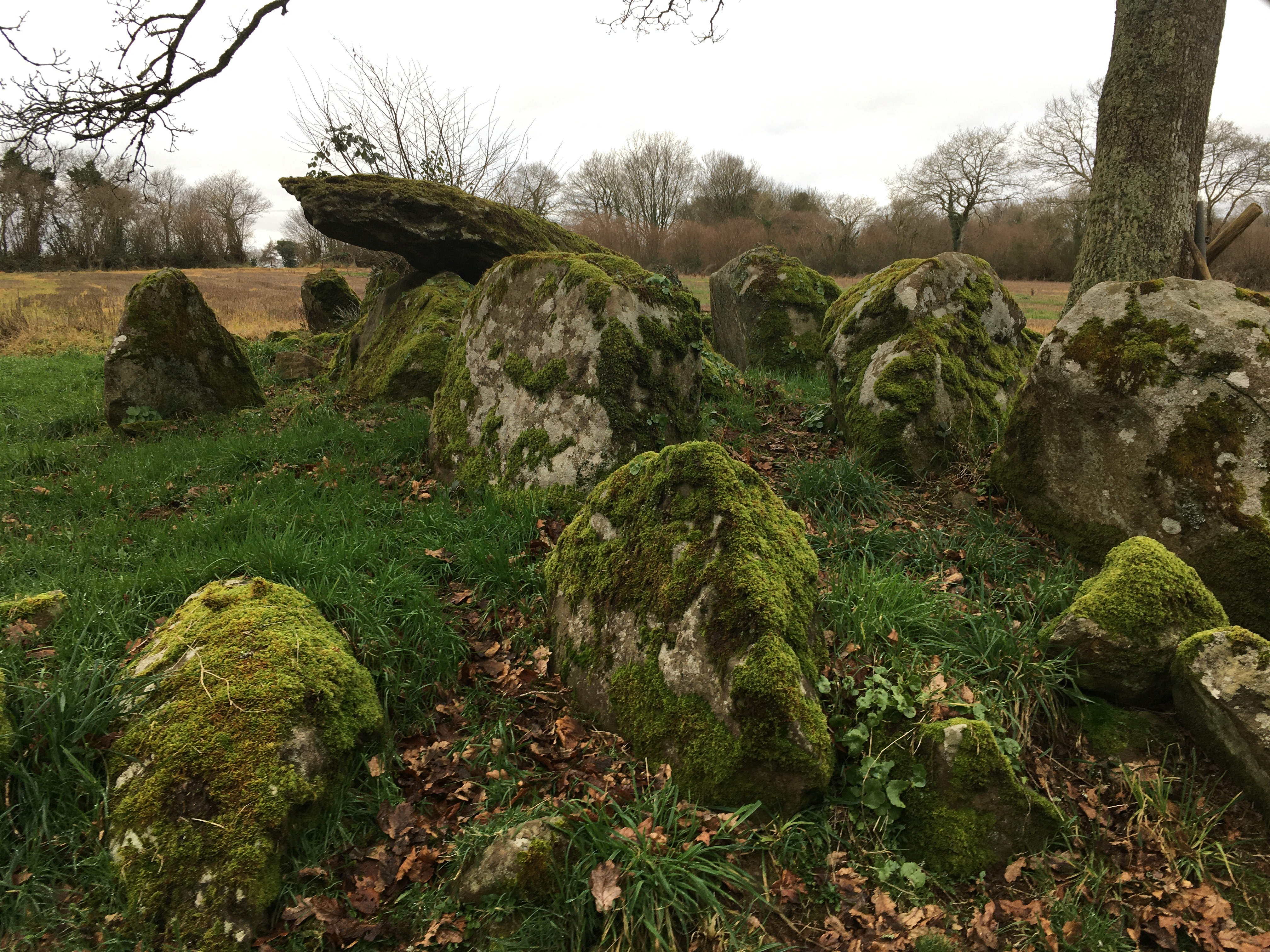
L'allée couverte de Kernescop.
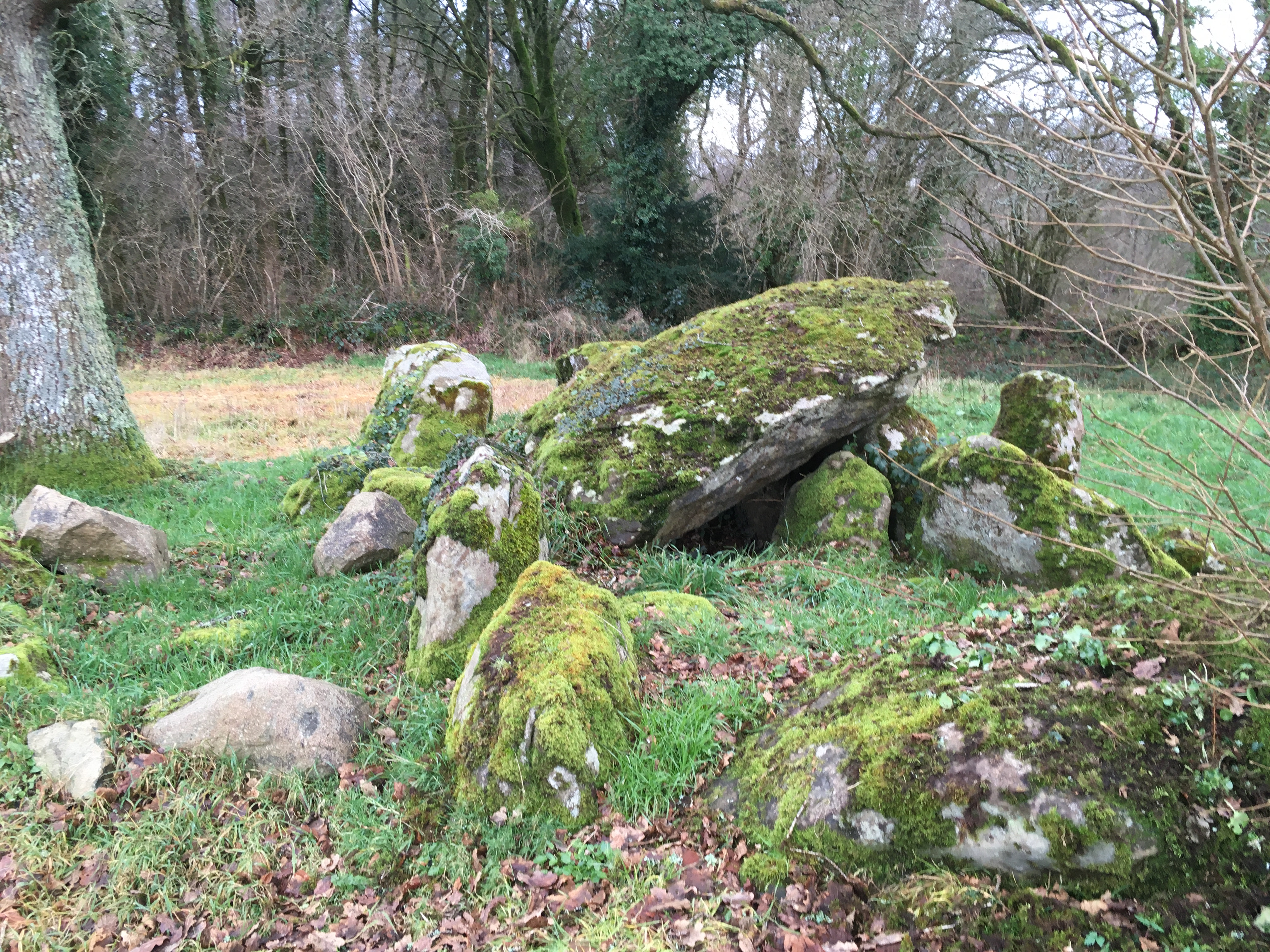
L'allée couverte de Kernescop.

- Église paroissiale Saint-Judoce, dédiée à saint Judoce ;  certaines parties (clocher et porche) de l'église remontent au XIVe siècle, mais elle a été en bonne partie reconstruite au XVIIIe siècle. Son clocher est de type Beaumanoir. Brûlée le 22 messidor an II (10 juillet 1794), l'église est reconstruite entre 1803 et 1805[27]. Un haut relief en bois du XVIe siècle représentant une Piétà avec angelots soutenant le Christ se trouve sous le porche[48].

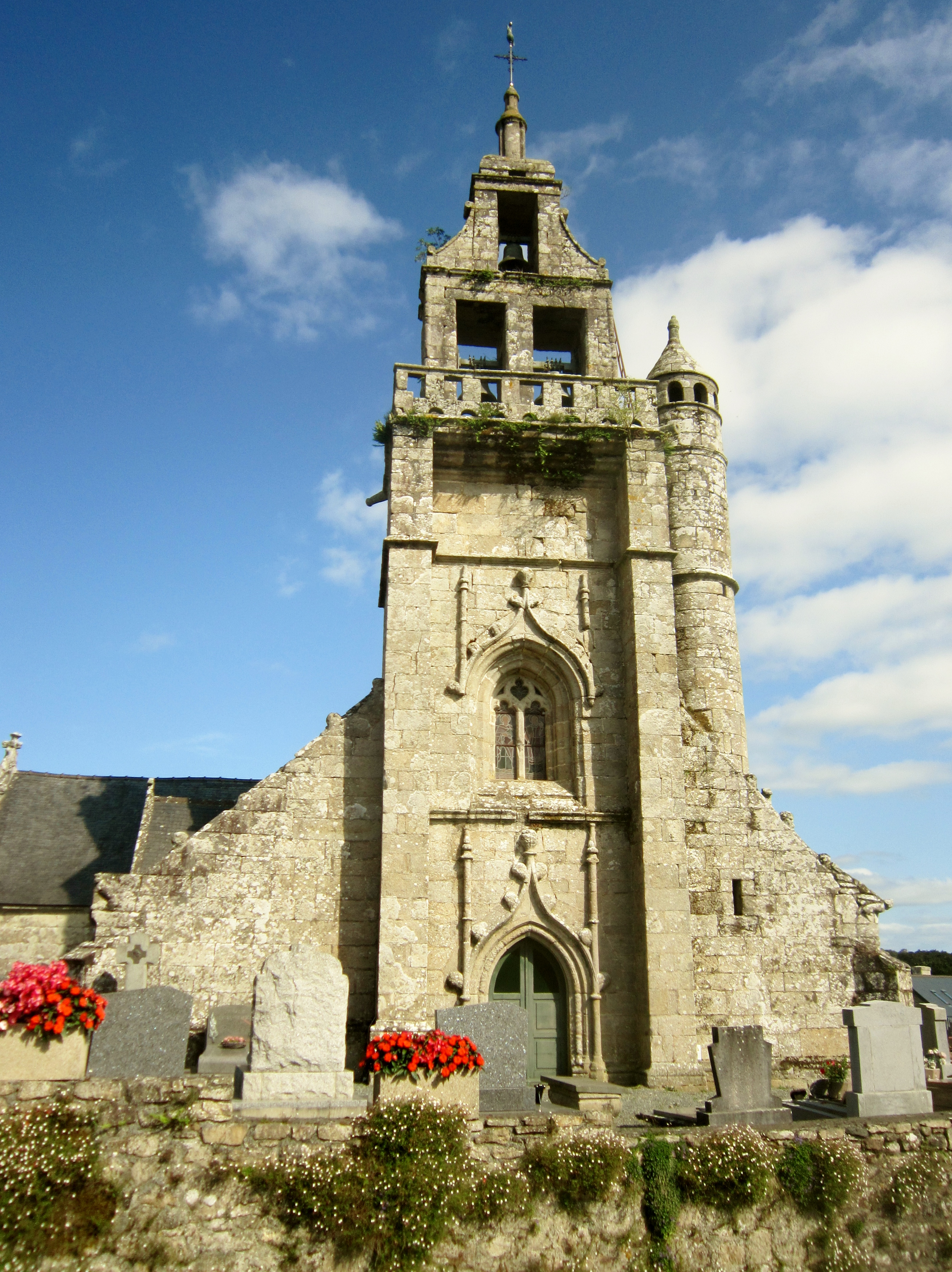
Église Saint-Judoce de Lohuec : la façade et le clocher.
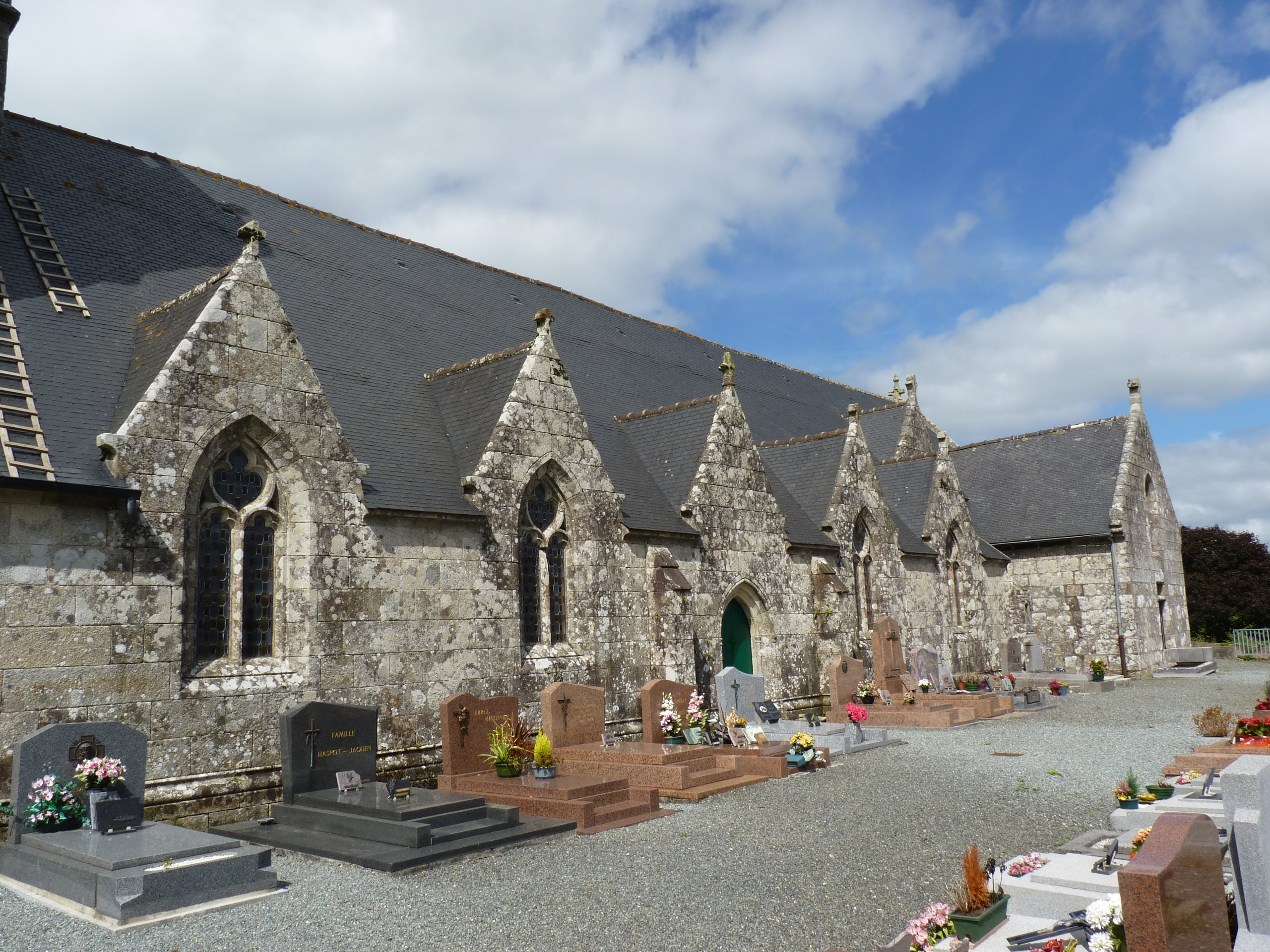
Église paroissiale Saint-Judoce : vue latérale côté sud.
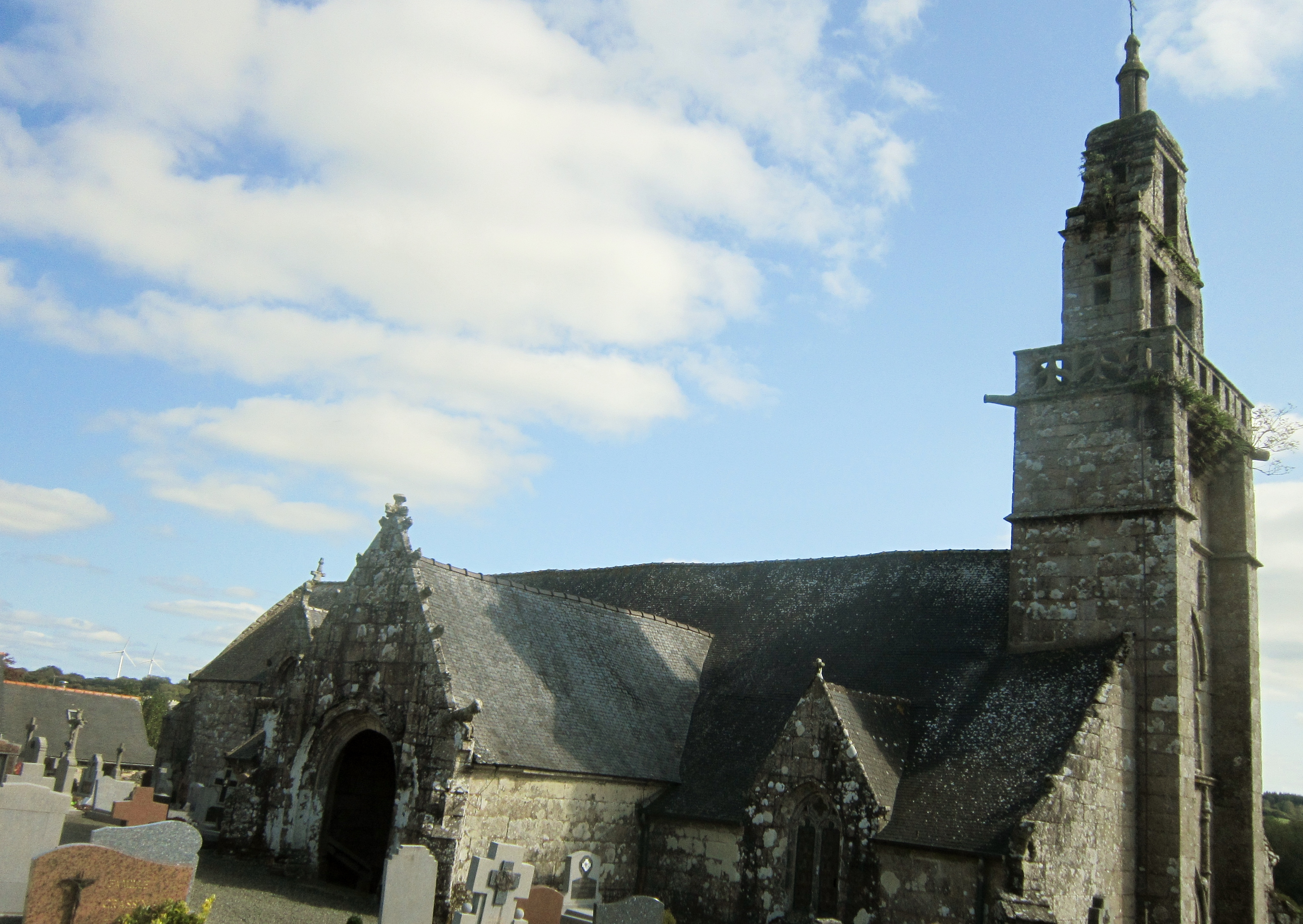
Église paroissiale Saint-Judoce : vue latérale côté nord.
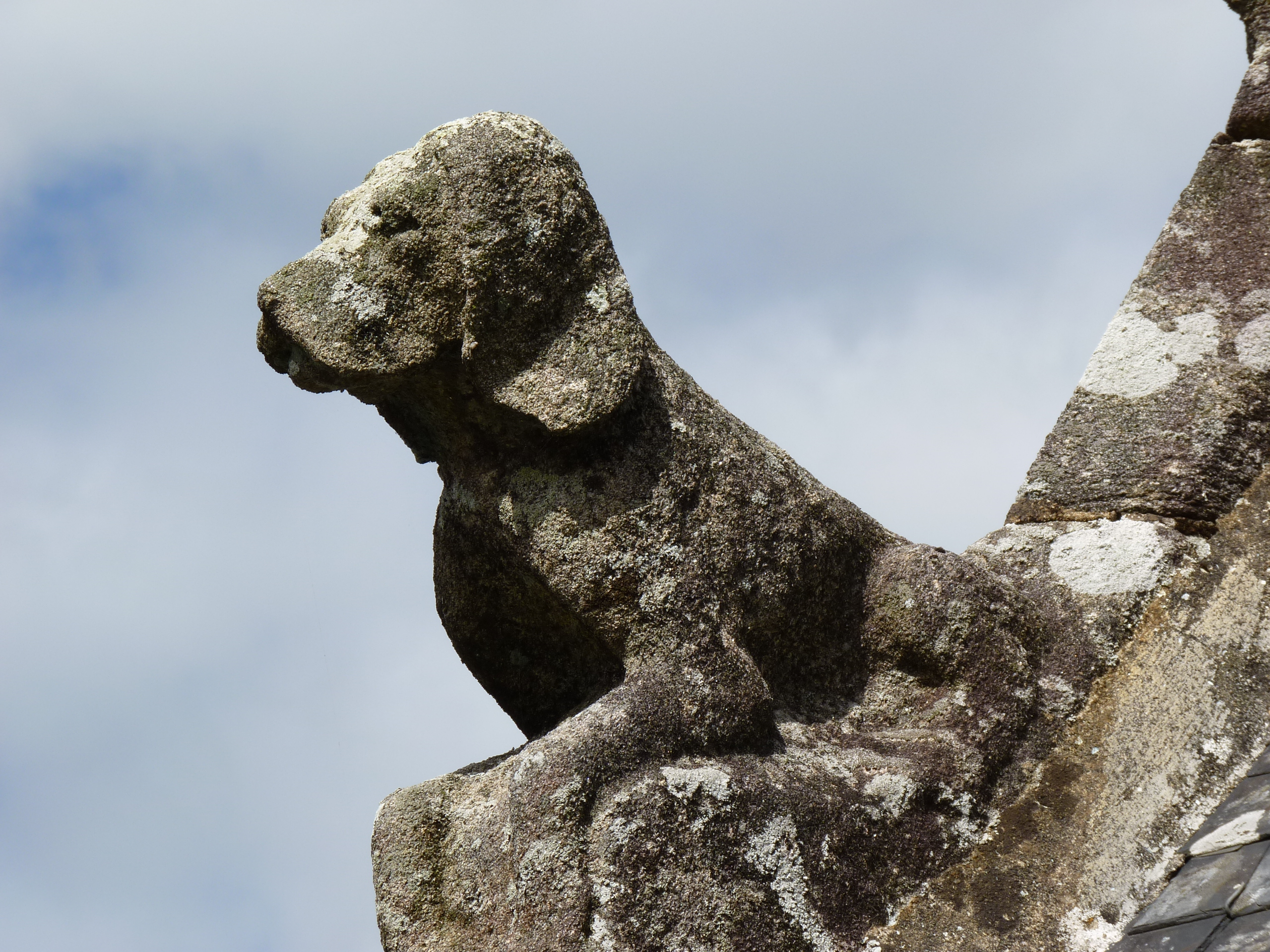
Église Saint-Judoce : sculpture extérieure.
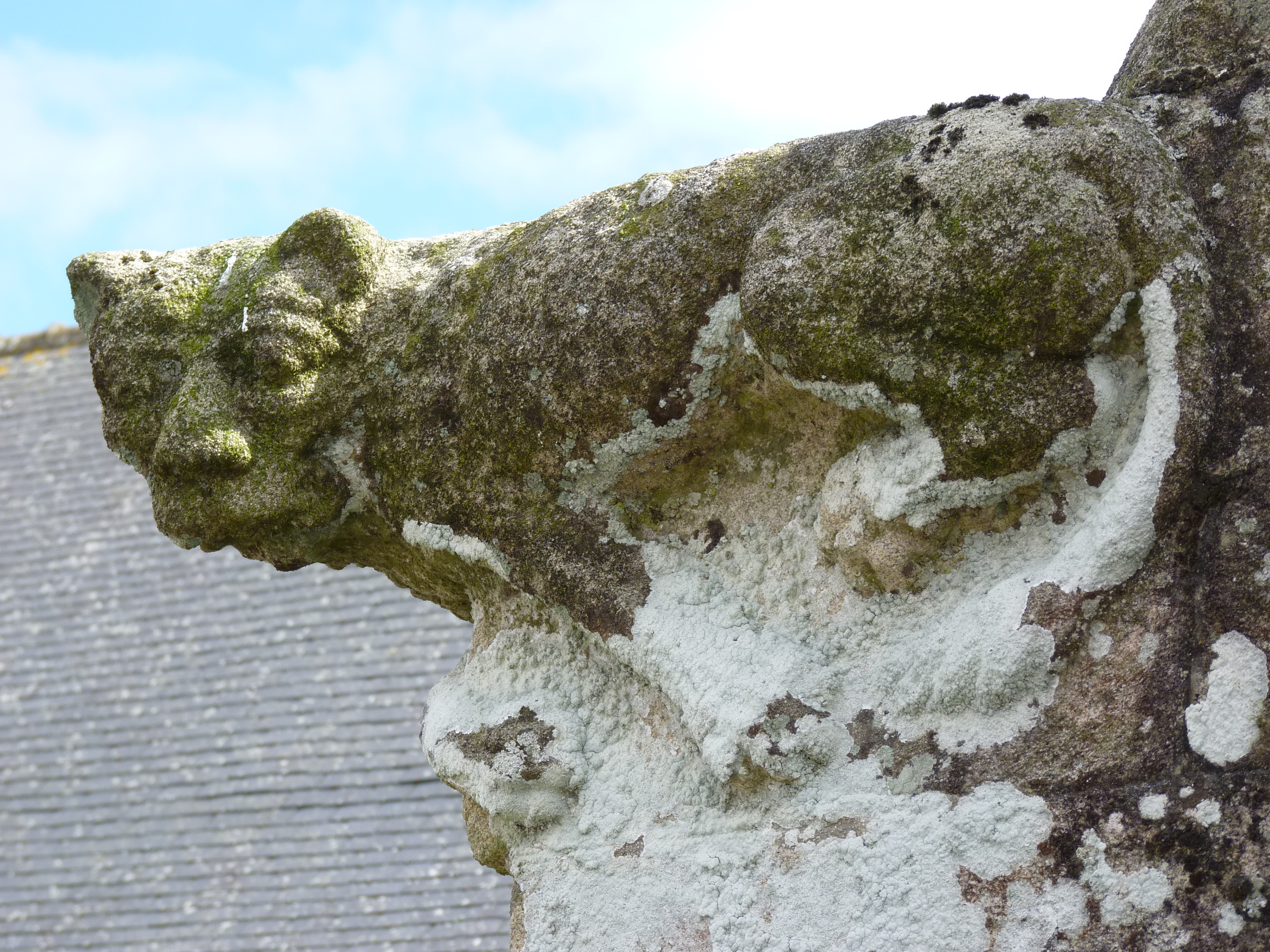
Église Sainr-Judoce : sculpture extérieure.
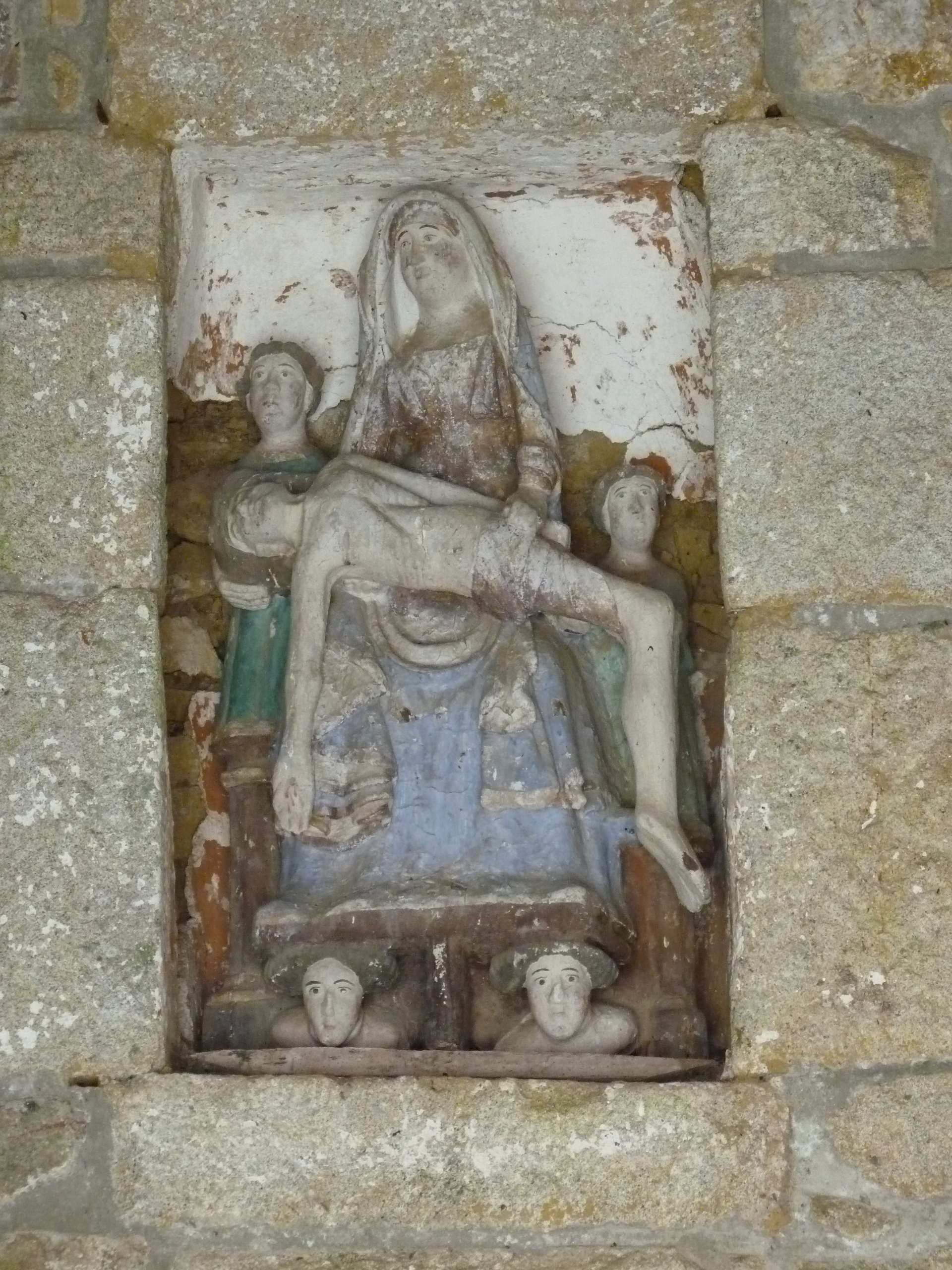
Église Saint-Judoce : piétà.
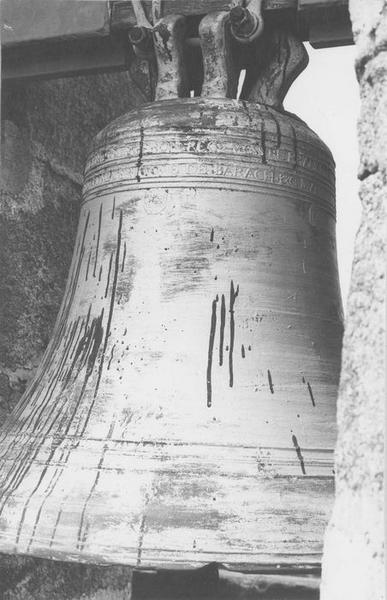
Église Saint-Judoce : cloche datant de 1634 (photographie ancienne).

## Personnalités liées à la commune
- Annie Ebrel chanteuse, originaire de la commune.